# Année des professions financières
L'Année des professions financières est un ouvrage annuel, d'économie et de finance, réalisé par le Centre des Professions Financières. Il a été lancé en 2006, et présente l'analyse approfondie d'une problématique actuelle du secteur de l'économie et de la finance. Cette revue a notamment pour objectif de présenter de manière transversale l'actualité des professions financières et la diversité de ces dernières.

## Objectifs
Elle répond à un triple objectif :
- comprendre et faire comprendre les métiers et les hommes
- permettre une veille professionnelle interdisciplinaire des individus et de leurs entreprises finance
- rendre compte des évolutions de la régulation qui garantit le bon fonctionnement de cette industrie

La réalisation de l'Année des Professions Financières est assurée par un comité de rédaction animé par Denise Flouzat et Pierre-Henri Cassou, accompagnés du secrétaire de rédaction Matthieu Carteret. 
La revue suit la même mission que le Centre des Professions Financières qui est de "comprendre et faire comprendre les professions financières" à travers une littérature économique spécialisée. Elle enchérit le savoir et l'image de l'industrie financière, en appui des nombreuses autres activités du CPF comme les déjeuners-débats, conférences et autres manifestations, mais aussi le Concours International des Mémoires de l'Économie et de la Finance.

## Auteurs et contributeurs
Depuis le lancement de l'Année des Professions Financières en 2006, de nombreuses personnalités du monde de l'économie et de la finance ont apporté leurs contributions par différents articles présentant leur domaine.